# Payros-Cazautets
Payros-Cazautets è un comune francese di 95 abitanti situato nel dipartimento delle Landes nella regione della Nuova Aquitania.

## Società

### Evoluzione demografica
Abitanti censiti